# Scorpio sirnakensis
Espèce
Scorpio sirnakensis est une espèce de scorpions de la famille des Scorpionidae.

## Distribution
Cette espèce est endémique de la province de Şırnak en Turquie. Elle se rencontre vers Uludere, Güçlükonak et Şırnak.

## Description
Le mâle holotype mesure 49,56 mm et la femelle paratype 48,26 mm.

## Systématique et taxinomie
Cette espèce a été décrite par Yağmur en 2024.

## Étymologie
Son nom d'espèce, composé de sirnak et du suffixe latin -ensis, « qui vit dans, qui habite », lui a été donné en référence au lieu de sa découverte, la province de Şırnak.

## Publication originale
- Yağmur, Hussen, Karakurt, Kurt, Sipahioğlu & Kartal, 2024 : « Two new species of the genus Scorpio L., 1758 from the Southeastern Turkey (Scorpiones: Scorpionidae). » Arthropoda Selecta, vol. 33, no 4, p. 559-581 (texte intégral).